# Центральный автовокзал (Москва)

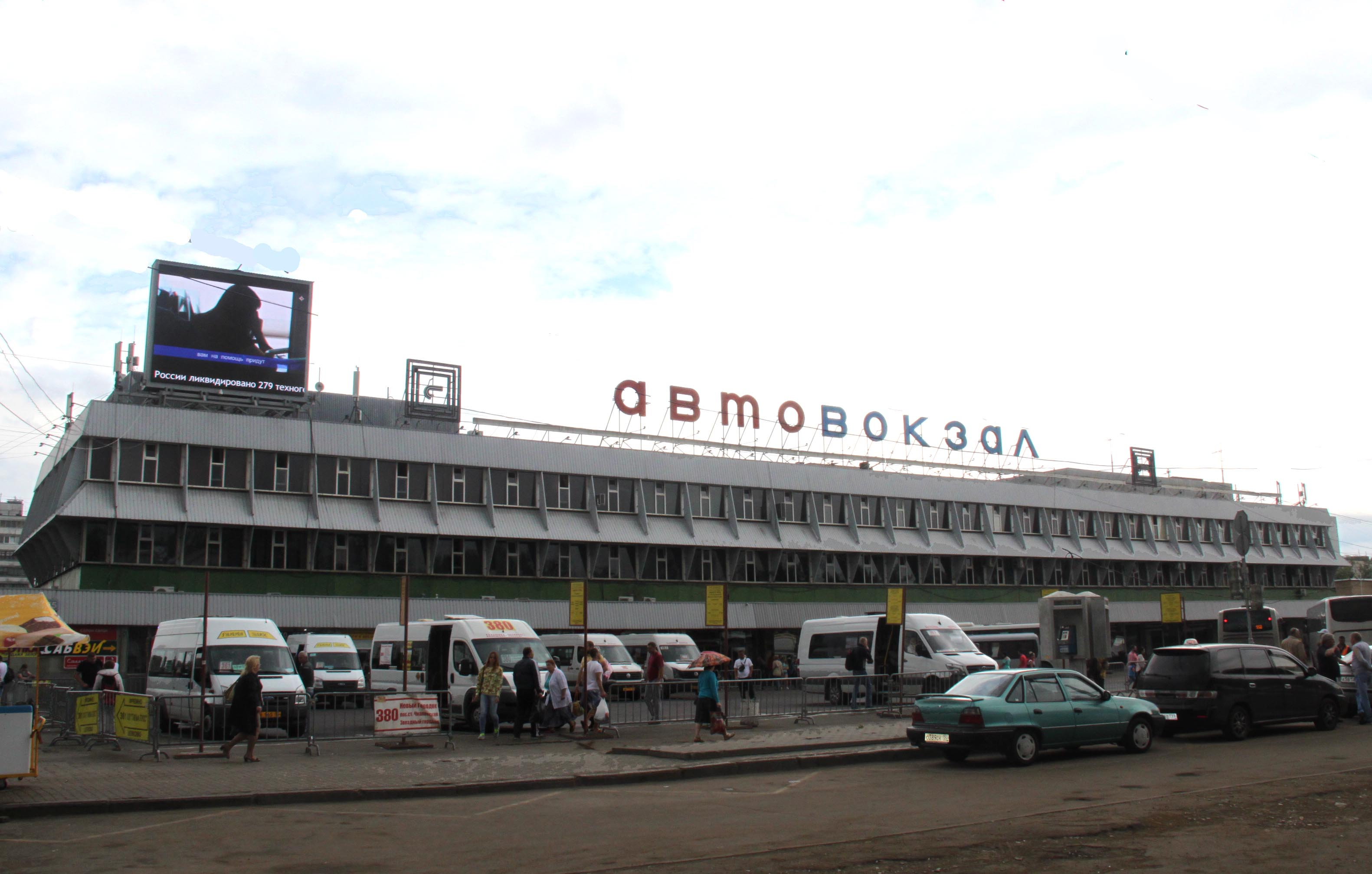
Центральный автовокзал до реконструкции

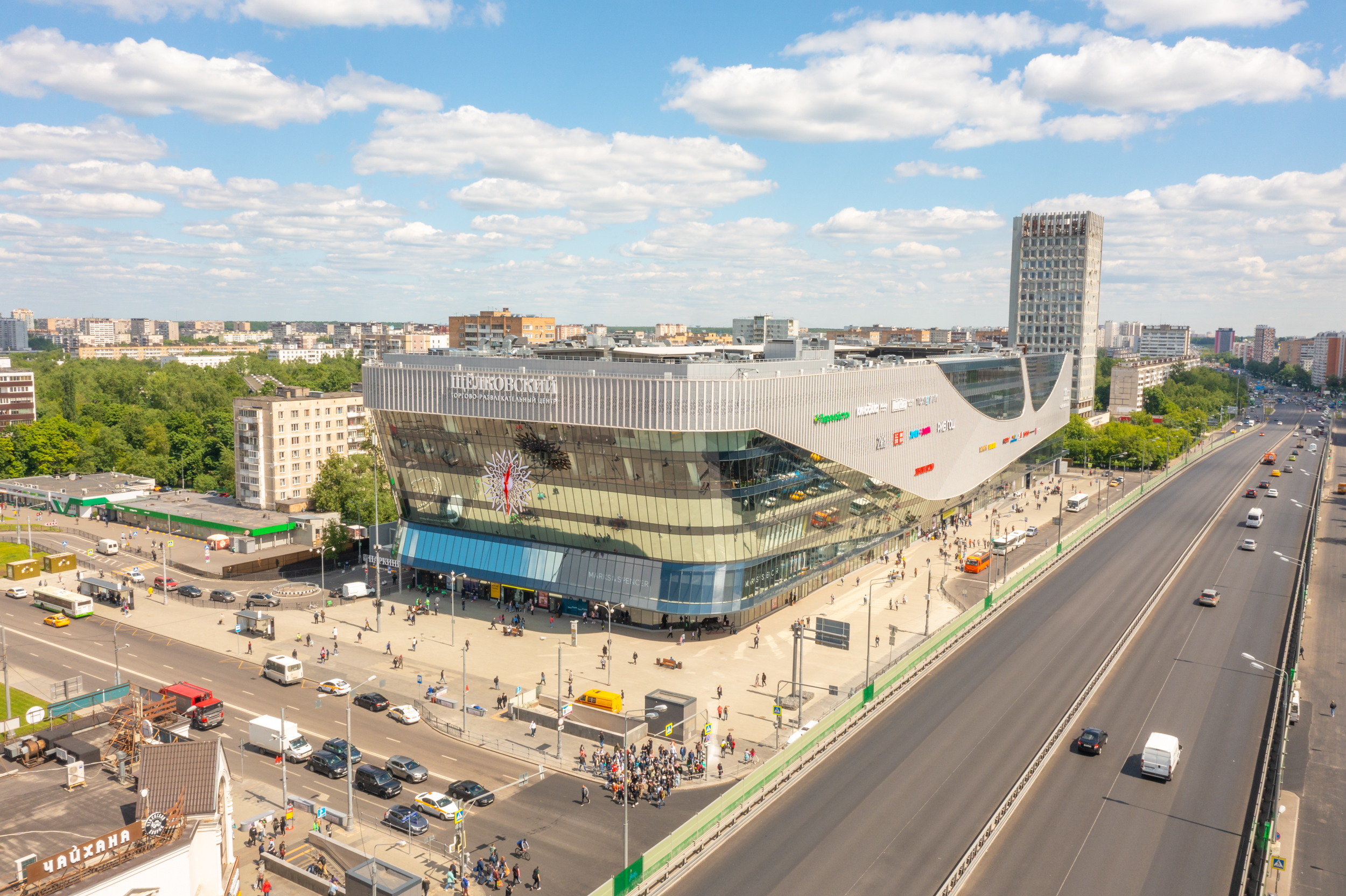
Вид на автовокзал в 2021 году

Автовокзал «Центральный» (также «Щёлковский»; разг. Автовокзал, «Щелчок») — автовокзал Москвы, обслуживающий международные и пригородные автобусные маршруты. 
«Центральный» расположен в районе Гольяново Восточного административного округа на пересечении Щёлковского шоссе с Уральской улицей, рядом со станцией метро «Щёлковская». Состоит из двух территорий: под эстакадой шоссе и в многофункциональном комплексе «Щёлковский», открытом в 2020 году. Из здания отправляются только дальние рейсы, а ближние отправляются с необорудованной площадки под эстакадой шоссе. С июня 2021 года автовокзал «Центральный» находится в ведении ГУП «Московский метрополитен».

## История
Проект строительства первого московского автовокзала появился в 1964 году. Выбор места для его строительства (пересечение Щёлковского шоссе с Уральской улицей) был обусловлен близостью к станции метро «Щёлковская», близостью к МКАД, а также близостью к месту пересечения Щёлковского шоссе с автострадами, по которым проходит наибольшее количество загородных маршрутов: на Нижний Новгород, Ярославль, Кострому, Иваново, Владимир, Ковров и другие города. Авторы проекта предварительно изучили отечественный и зарубежный опыт строительства подобных сооружений. Согласно первоначальному проекту, автовокзал был рассчитан на то, чтобы в сутки отправлять и принимать 340 автобусов и 200 маршрутных такси. Перроны были рассчитаны на единовременное отправление 12 и прибытие 8 автобусов. Проектный пассажиропоток составлял 14800 человек в сутки.
Здание автовокзала было построено в конце 1971 года по проекту архитекторов А. Рочегова, В. Нестерова, В. Гинзбурга, В. Гутнова, инженера Я. Гельмана и других. Это был первый автовокзал города. В состав комплекса автовокзала вошли пассажирское здание, платформы отправления и прибытия автобусов, здание механизированной мойки автомашин, стоянки такси и другие сооружения. В середине 1970-х годов с автовокзала отправлялось около 70 междугородних автобусных маршрутов. Его пассажиропоток составлял более 8000 человек в день.
Для пассажирского здания были характерны простые очертания и строгие архитектурные формы. Одну из стен зала ожидания украшала многоцветная мозаика «Моя Родина» работы художника Ю. К. Королёва.
В 1997-м состоялась значительная реконструкция здания.
К 2010-м годам, по утверждению московских властей, Щёлковский автовокзал перестал отвечать требованиям безопасности и комфорта. В связи с этим в январе 2017-го Москомархитектурой был утверждён проект нового здания. В соответствии с этим проектом на месте старого автовокзала планировалось построить многофункциональный комплекс, совмещающий автовокзал и торгово-развлекательную зону.
Работы по сносу автовокзала начались 14 июня 2017-го, завершение работ было запланировано на конец 2018 — начало 2019, затем перенесено на конец 2019-го, затем сдвинулось на I квартал 2020 года.
25 апреля 2017 года на Щёлковском шоссе открылась автостанция «Центральная», временно замещающая Центральный автовокзал, куда перенесены все пригородные маршруты вокзала. Станция была оборудована перронами, кассами, зонами ожидания, информационными табло, навигационными указателями. В связи со сменой станции часть международных и межрегиональных маршрутов пришлось сократить: 60 маршрутов из 92 распределили между другими автовокзалами.
Новое здание было открыто 29 октября 2020 года мэром Москвы вместе с Губернатором Московской области. Он частично начал действовать с 30 октября этого же года (два рейса на Шую). Остальные рейсы по-прежнему отправлялись из-под Щёлковской эстакады. Переключение автобусного движения на автовокзал проводилось постепенно на протяжении ноября — декабря 2020 года.

## Новый вокзал

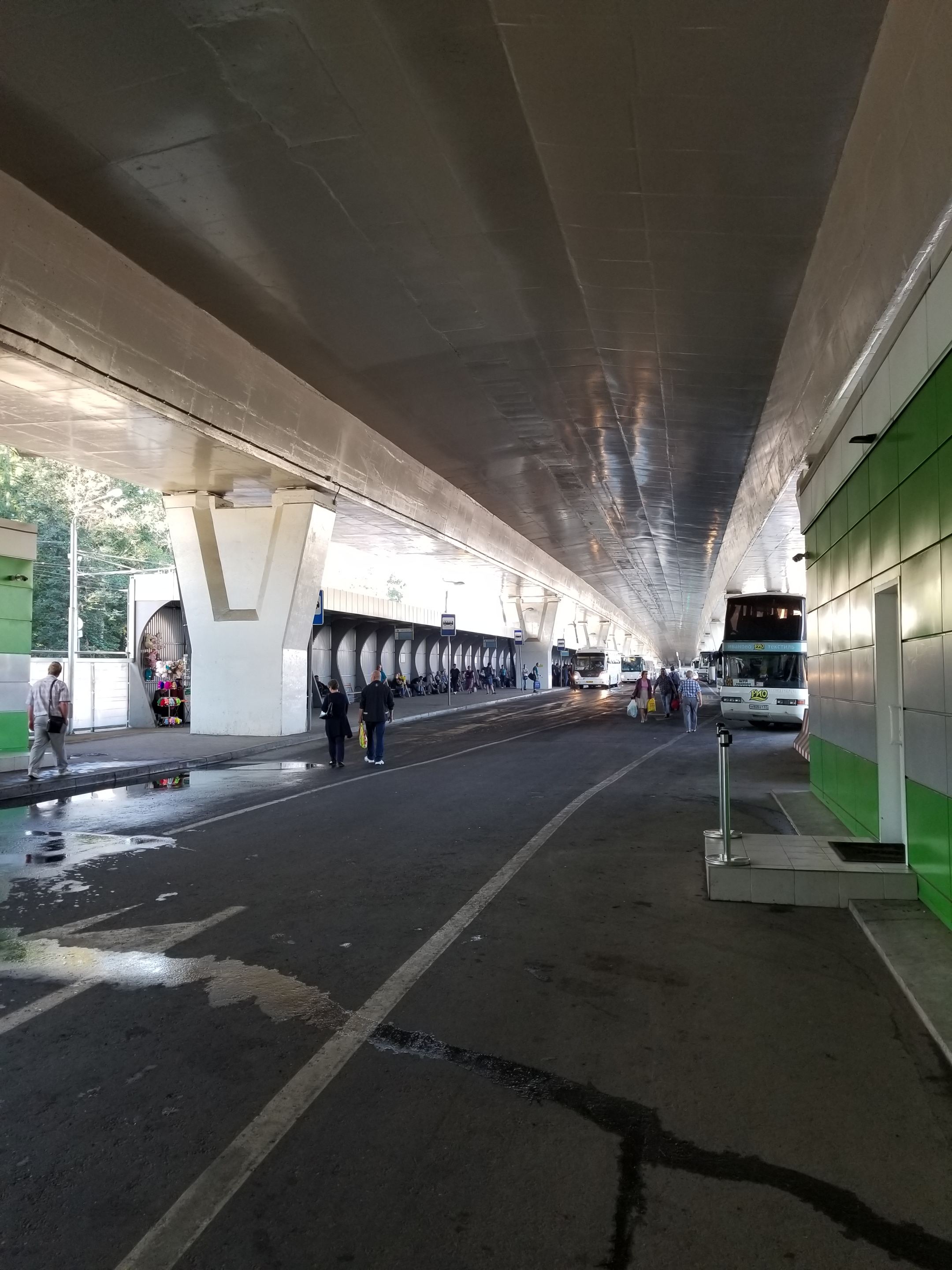
Временное размещение Щёлковского автовокзала в подэстакадном пространстве под Щёлковским шоссе рядом с прежним местом на время строительства нового здания автовокзала

Проект торгового центра с первым в России автовокзалом на крыше реализовала группа компаний «Киевская площадь». Открытие состоялось 29 октября 2020 года. Торговый центр состоит из 11 этажей, из них пять – подземных. На первом этаже размещены кассовый зал, справочная и камеры хранения. Развлекательная зона, кафе и кинотеатр на 500 мест находятся на пятом этаже. Шестой этаж отведён под залы ожидания, комнаты матери и ребёнка, медицинский кабинет. Пять подземных этажей заняли паркинг и автомастерские для автобусов, а также гостиницы для водителей. Для пригородных и внутриобластных автобусов на территории вокзала предусмотрены восемь перронов, а выход к межрегиональным и международным маршрутам запланировано сделать на шестом этаже: специальные пандусы для заезда автобусов будут расположены на высоте 32-х метров. Также в новом здании находится подземная парковка на 955 мест, магазины, кафе. Для связи между этажами оборудовано четыре прозрачных лифта, которыми могут пользоваться и маломобильные граждане.
Внешний вид нового здания напоминает стеклянный корабль с полупрозрачной оболочкой с волнообразной геометрией, верхняя часть которого облицована рифлёными алюминиевыми панелями.
Источники заявляют что автовокзал входит в состав одноименного ТПУ, однако чётко выраженного ТПУ на местности нет, здание, площадка под эстакадой и станция метро продолжают находиться отдельно друг от друга. В 2021 году на сайтах департаментов московского правительства говорится что автовокзал размещён в здании, и не упоминается, что приблизительно половина рейсов (пригородные и внутриобластные маршруты) осталась на улице и под эстакадой Щёлковского шоссе.

## Продажа билетов
До реконструкции продажа билетов осуществлялась круглосуточно в кассах автовокзала и на сайте. Также приобрести билет и посмотреть расписание автобусов можно было в мобильном приложении «Центральный автовокзал», которое запустил АО «Мособлвокзалы» в сентябре 2016 года. Билеты продаются только на дальние рейсы, в ближних по-прежнему оплата водителю.

## Автобусные маршруты
Ежедневно Центральный автовокзал обслуживал около 30 тысяч пассажиров. Суточное число выполняемых рейсов в среднем составляло 1667, из которых 23 международных рейса, 133 межобластных и 1511 внутриобластных. Автовокзал обеспечивал регулярное пассажирское сообщение между Москвой и 54 городами России, девятью городами Московской области и 15 — ближнего зарубежья. К последним относились Бобруйск, Барановичи, Гомель, Гродно, Кишинёв, Луганск, Минск, Могилёв, Мозырь, Пинск, Речица, Светлогорск, Тирасполь, Тбилиси, Харьков.
После реконструкции автовокзала: отправление 216 междугородних рейсов ежедневно и обслуживание около 200 тыс. пассажиров в сутки.

## Фотогалерея

Автовокзал до реконструкции
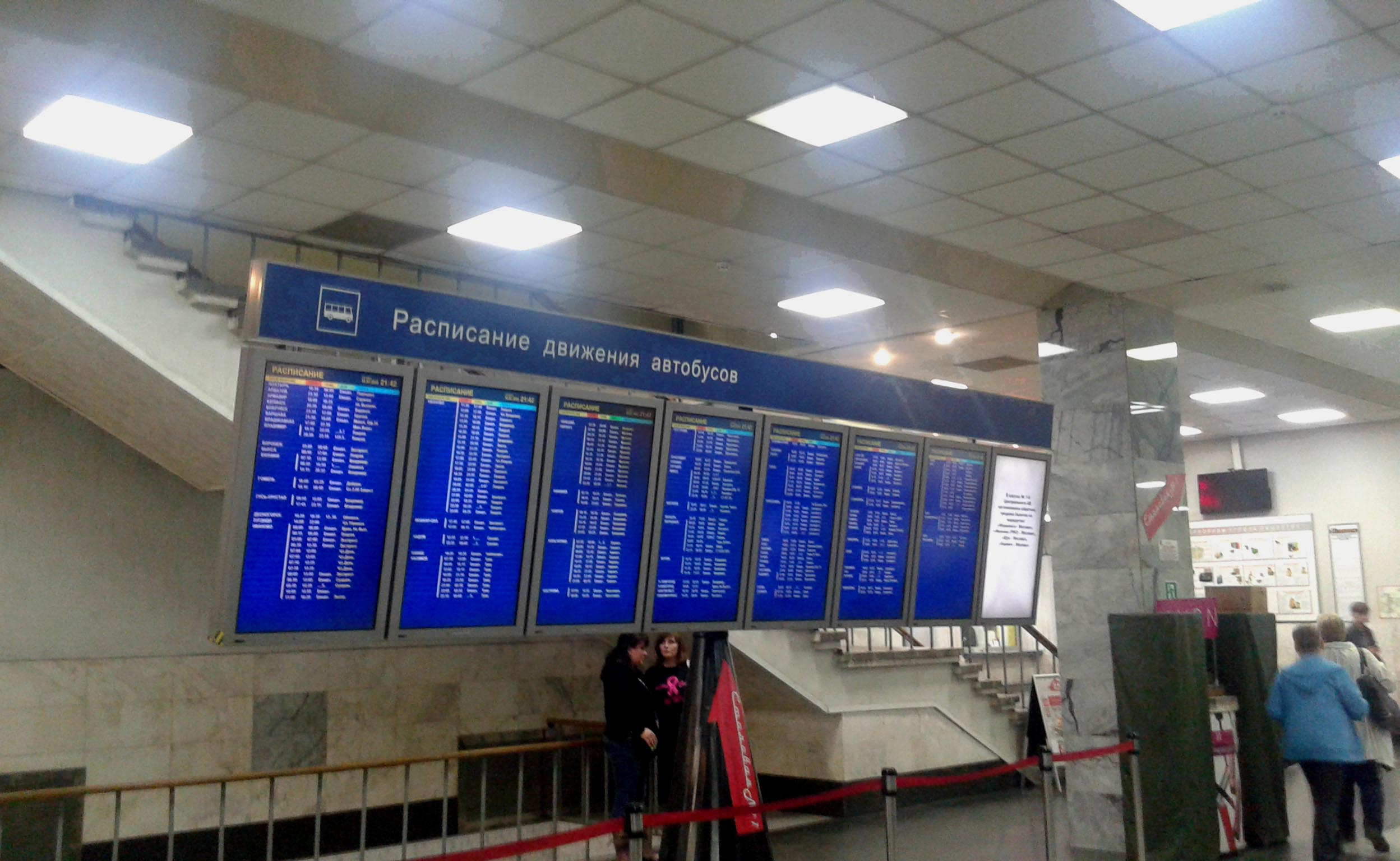
Табло расписания автобусов в зале ожидания, 2015 год
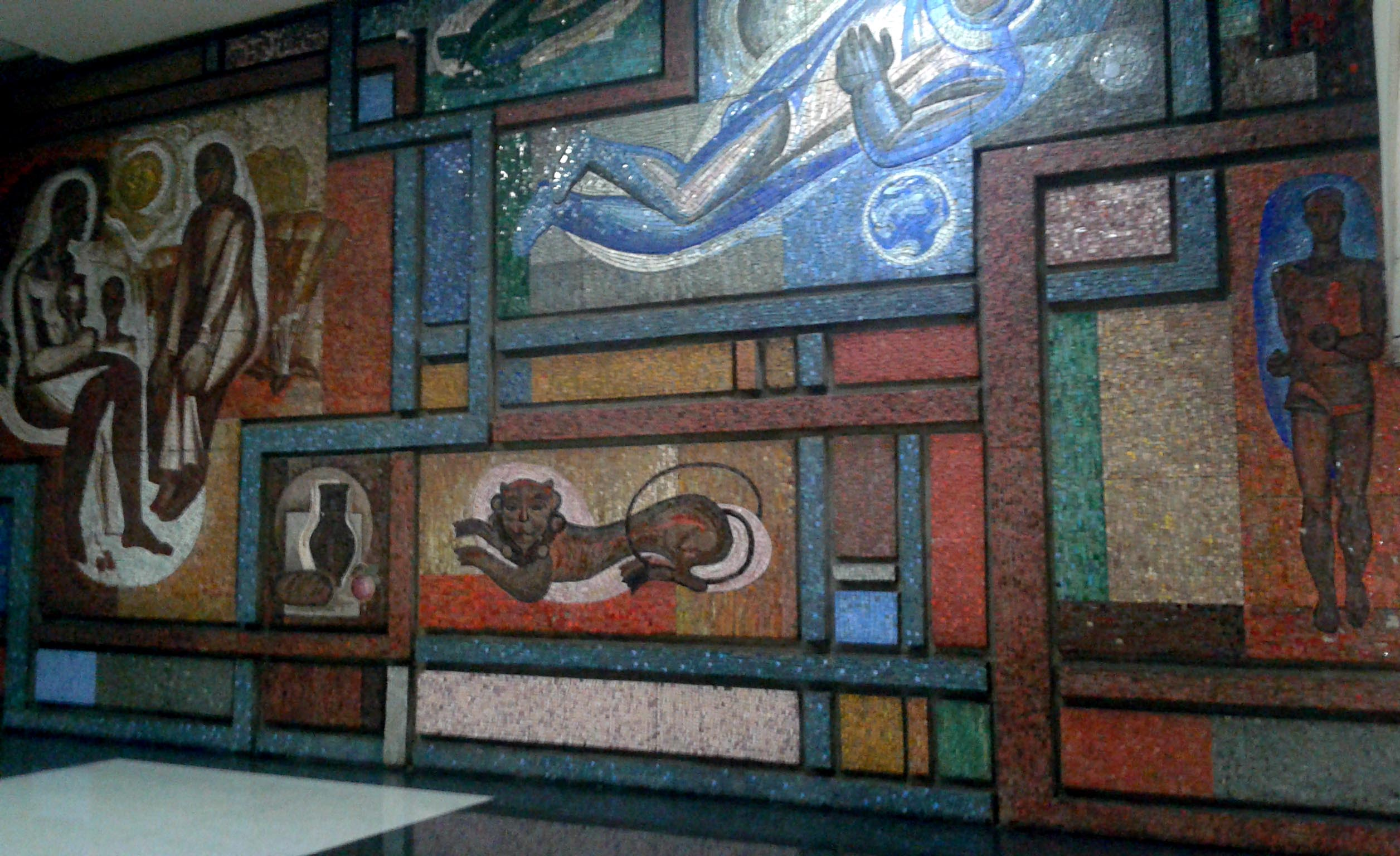
Фрагмент мозаичного панно «Моя Родина» в зале ожидания на втором этаже
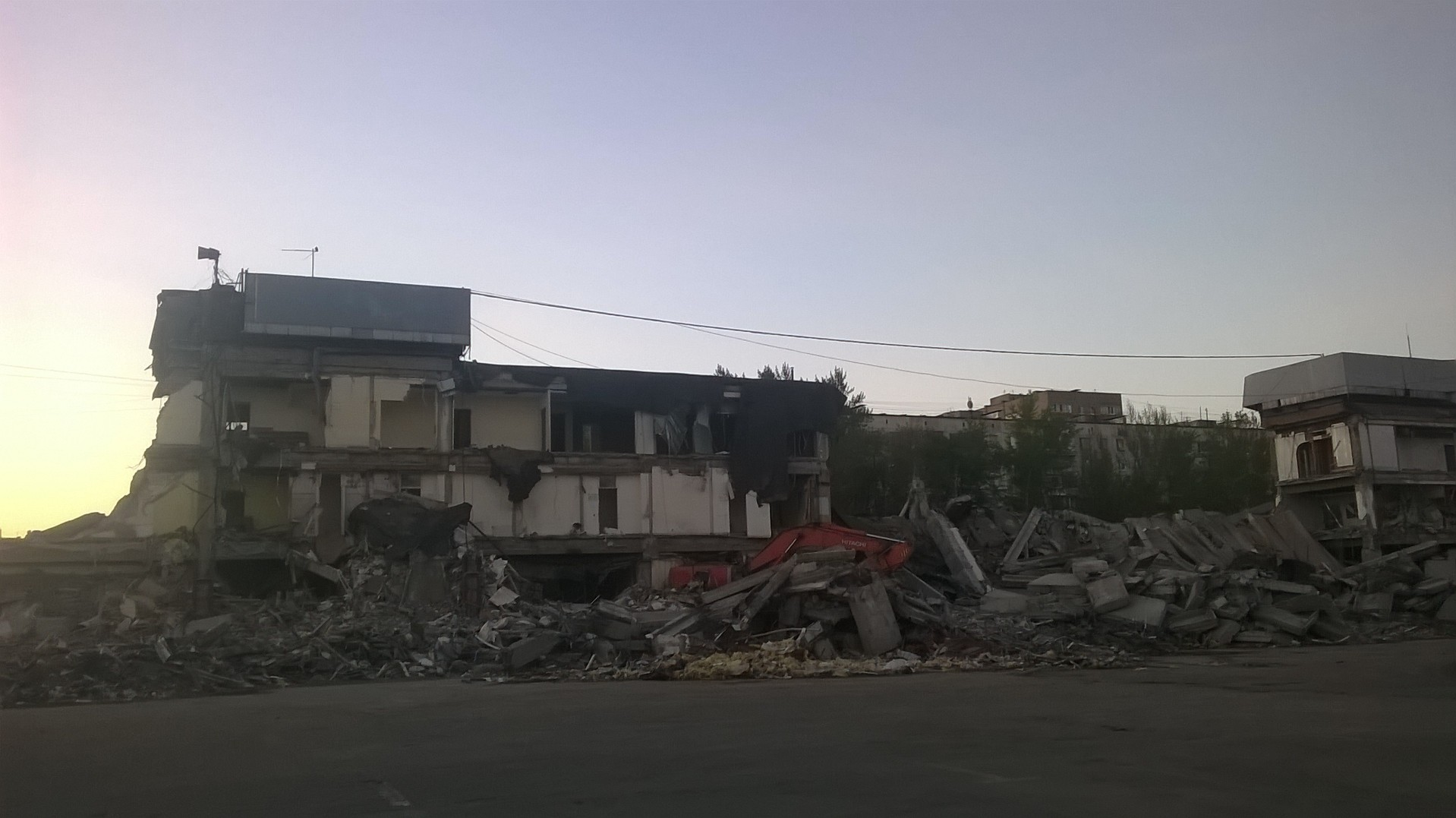
Разрушенное здание автовокзала. 14 мая 2017 года
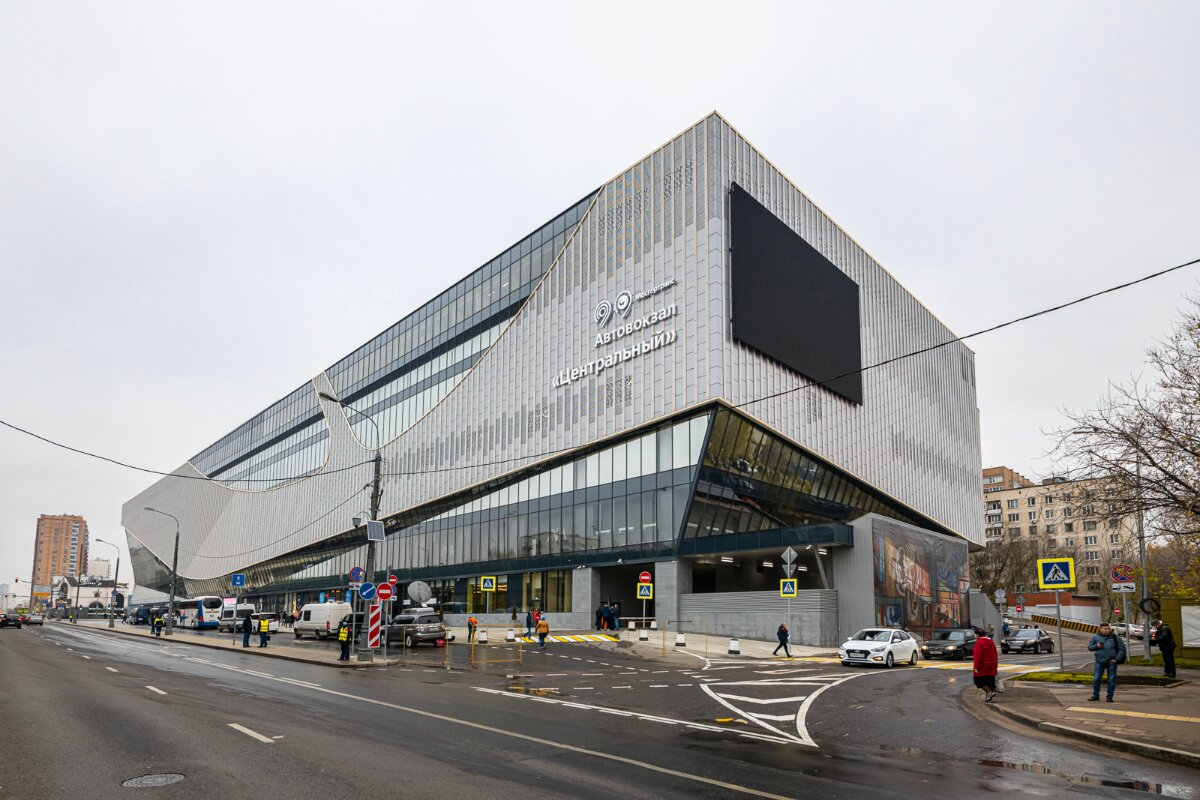
Автовокзал после реконструкции. 29 октября 2020 года
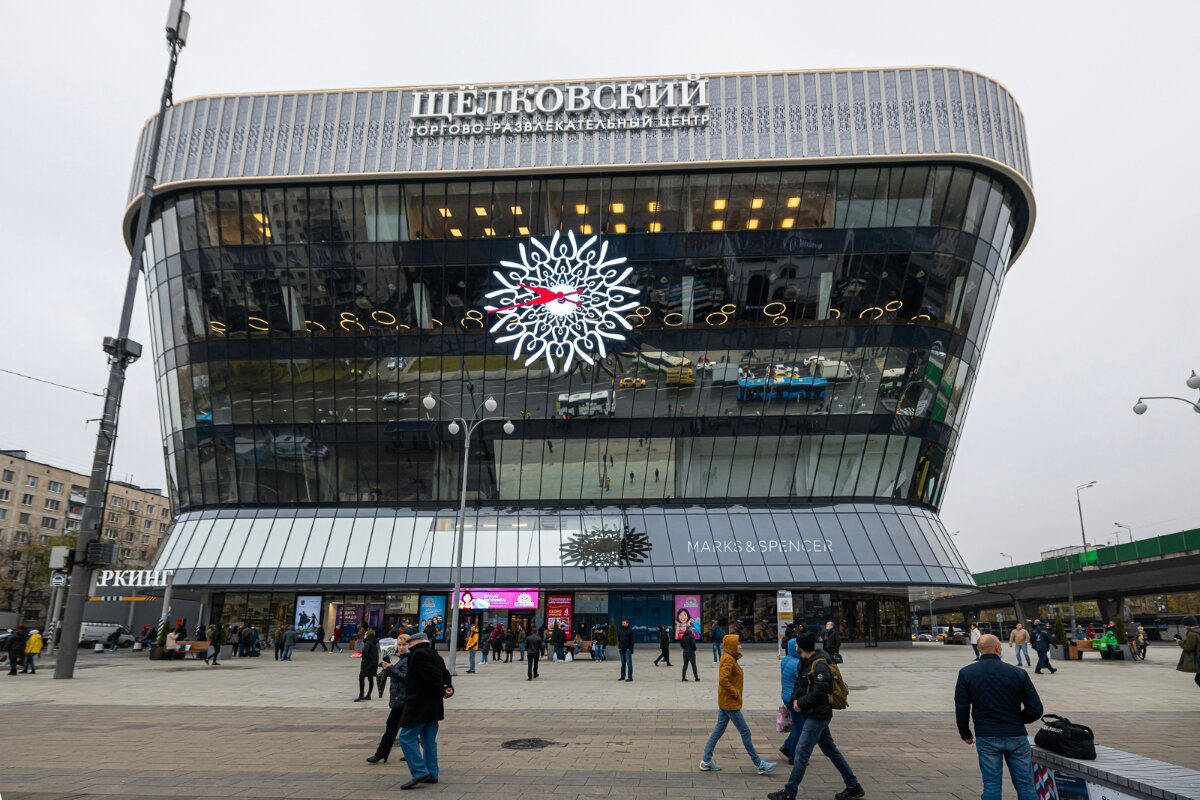
Автовокзал после реконструкции. 29 октября 2020 года
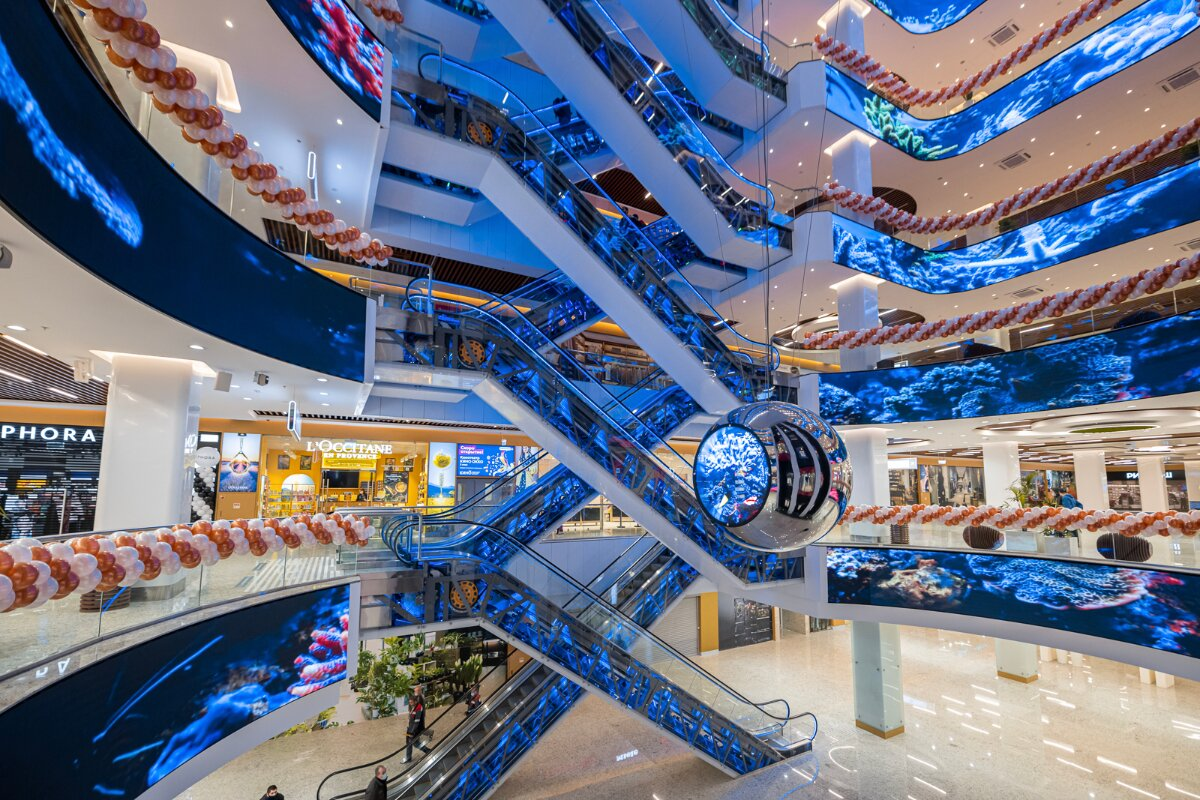
Автовокзал после реконструкции. 29 октября 2020 года
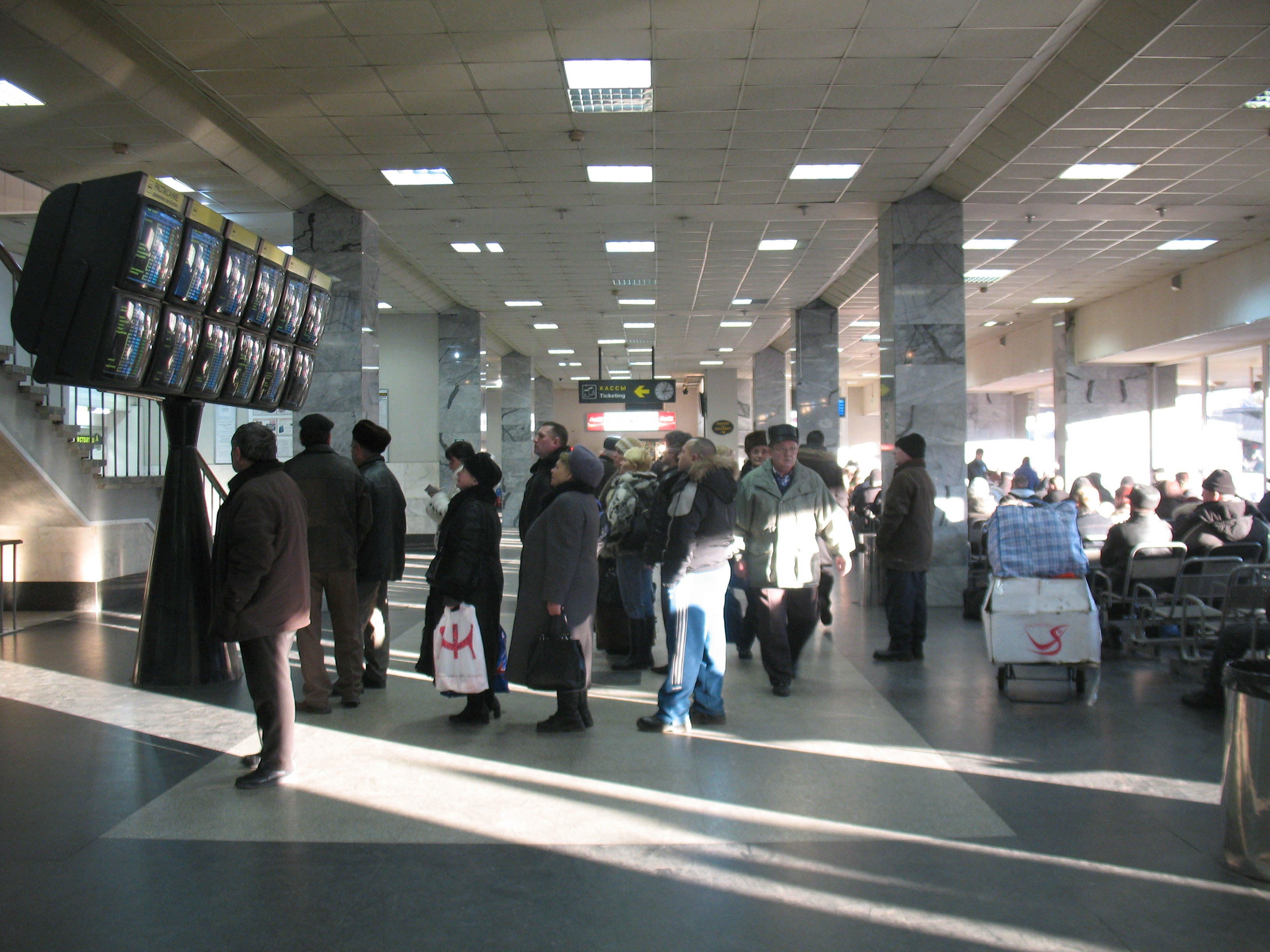
Зал ожидания и расписание в старом здании (2008)